# Mirage GR8
La Mirage GR8 est une voiture de course conçue par Mirage pour les 24 Heures du Mans qu'elle remporte en 1975. Après cette victoire, le sponsor légendaire Gulf Oil se retire de la compétition en même temps que le concepteur du prototype John Wyer.
En 1977, la voiture est équipée d'un moteur Renault 2 L Turbo V6 pour remplacer le Cosworth DFV 3 L V8.

## Palmarès
En 1975, la voiture n'a participé qu'aux 24 Heures du Mans, où elle obtient la victoire avec Jacky Ickx et Derek Bell et la troisième place avec Vern Schuppan et Jean-Pierre Jaussaud.
Jean-Louis Lafosse et François Migault se classent deuxièmes des 24 Heures du Mans 1976.
Vern Schuppan et Jean-Pierre Jarier se classent deuxièmes des 24 Heures du Mans 1977.